# Arrondissement di Segré
L'arrondissement di Segré è un arrondissement dipartimentale della Francia situato nel dipartimento del Maine e Loira, nella regione dei Paesi della Loira.

## Composizione
L'arrondissement è composto da 61 comuni raggruppati in 5 cantoni:
- cantone di Candé
- cantone di Châteauneuf-sur-Sarthe
- cantone di Le Lion-d'Angers
- cantone di Pouancé
- cantone di Segré